# Adriaan Pieterszoon Raap
Adriaen Pieterszoon Raap (Vlaardingen, 22 november 1556 – Amsterdam, 12 april 1647) was een rijk koopman, raad in de vroedschap van Amsterdam van 1612-1647.
Adriaen Pieterszoon Raap (ook Raep) is in Vlaardingen geboren als zoon van Pieter Lenaertszn. en Grietje Jans.

## Biografie
Hij vestigde zich in Amsterdam na al op jonge leeftijd omzwervingen in Europa te hebben gemaakt. Zo verbleef hij in 1577 en 1578 in Spanje en Portugal ‘om het land te besien en de Spaanse taal te leren’. In de tweede helft van 1578 – en dus midden in de Tachtigjarige Oorlog – liep hij van Madrid via Burgos, Bordeaux, Parijs en Antwerpen naar Rotterdam. In zijn memories, die bewaard zijn gebleven en ondergebracht zijn in het Stadsarchief te Amsterdam, rept hij over een voettocht van maar liefst 350 mijl. In december 1578 ging hij in de leer bij zeepzieder Jan Claeszoon Cloeck (1551-1616) om daar ook het koopmanschap aan te leren. Twee jaar later zou hij de zuster van zijn patroon, Maria Cloeck, huwen. Uit dit huwelijk sproot een aanzienlijk geslacht voort. Een van zijn vijf kinderen betrof de overigens vrijgezel gebleven Pieter Adriaenszn. Raap (20-11-1581/01-03-1666). Deze werd benoemd tot stadsthesaurier extraordinaris en stichtte met het geld uit de erfenis van zijn vader het Raepenhofje aan de Palmgracht te Amsterdam voor het onderdak bieden van weduwen en wezen van gereformeerden huize. Adriaen Pieterszn. Raap bezat in 1631 een fiscaal vermogen van zo’n 254.000 gulden.
Ook het bezit van hofstede De Raep te Beverwijk duidt erop dat hij goede zaken heeft gedaan of uit tot nu toe onbekende bronnen aanzienlijke erfenissen heeft gekend. In 1632 liet hij aan de Warmoesstraat te Amsterdam een stenen huis bouwen. In dit pand dat bekendheid geniet als Huis ‘s Hertogenbosch, achter het Nationaal Monument en bezijden Hotel Krasnapolsky, liet hij een gebeeldhouwde raap boven het zoldervenster inmetselen. Het is na hem bewoond door onder meer zijn zoon Pieter Adriaen. Ook zijn zoon liet, bij de bouw van het Raepenhofje, een raap inmetselen in ditmaal de boog boven de toegangspoort. Raap als knolgewas zou in die tijd synoniem staan voor een eenvoudige maaltijd met een zeer voedzaam karakter.
Behalve koopman is Adriaen Pieterszn. Raap van 1612 tot aan zijn dood in 1647 lid geweest van het Amsterdamse vroedschap. Daarnaast was hij lid van de raad ter admiraliteit van het Noorderkwartier en ouderling van de gereformeerde kerk. Wellicht door zijn talenkennis, koopmanschap en geloofsinstelling kende hij contacten in alle kringen: van arbeider tot adel. Bij zijn handel behoorde ook het namens de Prins van Oranje werven van schepen voor de verdediging van volk en vaderland. De bonte variatie komt ook tot uitdrukking in het nageslacht van Raap en Cloeck: van arbeiders en advocaten tot predikanten en prinsen. Ook het voor die tijd bereiken van een zeer hoge leeftijd – hij werd 90 jaar – zal hebben bijgedragen aan zijn veelheid van contacten, omdat hij decennia aaneen zijn kennis en daarmee zijn kennissenkring kon uitbreiden.